# Black Ox Orkestar
A Black Ox Orkestar kanadai együttes, mely zsidó népzenét játszik. 2000 nyarán alakultak Montrealban.     Zenéjük teljesen akusztikus, és jiddis nyelven énekelnek. Pályafutásuk alatt két nagylemezt jelentettek meg.

## Tagjai
- Thierry Amar - nagybőgő
- Scott Levine Gilmore - cimbalom, ütős hangszerek, saz, hegedű, mandolin, ének
- Gabriel Levine - klarinét, gitár
- Jessica Moss - hegedű

## Diszkográfia
- Ver Tanzt? (2004)
- Nisht Azoy (2006)[2]